# Pont d'Algerri
El Pont d'Algerri és una obra d'Algerri (Noguera) inclosa a l'Inventari del Patrimoni Arquitectònic de Catalunya.

## Descripció
Pontet d'un sol arc, tot de pedra molt gastada, pla i situat sobre un barranc sense nom a pocs metres de la carretera, no s'hi veu cap camí.